# Albericus variegatus
Albericus variegatus är en groddjursart som först beskrevs av Van Kampen 1923.  Albericus variegatus ingår i släktet Albericus och familjen Microhylidae. IUCN kategoriserar arten globalt som otillräckligt studerad. Inga underarter finns listade i Catalogue of Life.